# آدل لوتز
آدل لوتز (متولد ۱۳ نوامبر ۱۹۴۸) یک هنرمند، طراح و بازیگر آمریکایی است که بیشتر به دلیل کار با استفاده از مواد و استراتژی‌های غیر متعارف برای کشف لباس به عنوان یک رسانه ارتباطی شناخته شده است. او برای اولین بار برای لباس‌های سورئال «استتار شهری» که در فیلم داستان‌های واقعی دیوید برن (۱۹۸۶) به نمایش درآمد.
او برای کارگردان فیلم سوزان سیدلمن، کارگردانان تئاتر، رابرت ویلسون و جوآن آکالایتیس، و نوازندگانی از جمله برن، بونو و مایکل استیپ، لباس طراحی کرده است. هنر و طراحی لوتز در موزه هنر متروپولیتن و مؤسسه فناوری مد (FIT) (نیویورک)، موزه ویکتوریا و آلبرت و مرکز هنری باربیکن (لندن)، موزه هنرهای تزئینی مونترال و تالار مشاهیر راک اند رول (کلولند)، در میان بسیاری از مکان‌ها. در سال ۲۰۰۲، گالری لباس جودیت کلارک در لندن نظرسنجی حرفه‌ای ارائه کرد.
او در فیلم مرده خنده‌دار بازی کرده است.